# Silniční most u Rokytna
Silniční most u Rokytna se nalézá na silnici II. třídy č. 298 spojující obce Sezemice a Rokytno v okrese Pardubice. Most překlenuje Ředický potok. Silniční most z roku 1834 představuje tradiční pojetí menšího doposud funkčního kamenného mostu z poloviny 19. století a je chráněn jako kulturní památka. Národní památkový ústav tento most uvádí v katalogu památek pod rejstříkovým číslem ÚSKP 30732/6-5167.

## Popis mostu
Silniční most z roku 1834 o třech segmentových obloucích je postaven z pískovcových kvádrů. Středním obloukem je vedeno betonové koryto Ředického potoka, v krajních polích jsou přelivy umožňující průtok přívalových vod. Pilíře mají vystupující půlválcová těla krytá kupolovitými vrchlíky. Na pravém pilíři vyryt letopočet 1834. Pískovcový parapet mostu nízko vystupuje nad asfaltovou mostovku a je zakončen betonovou deskou. Svahy náspu u mostu jsou obezděny také pískovcovými kvádry.
V roce 2015 byla provedena rekonstrukce silničního mostu.

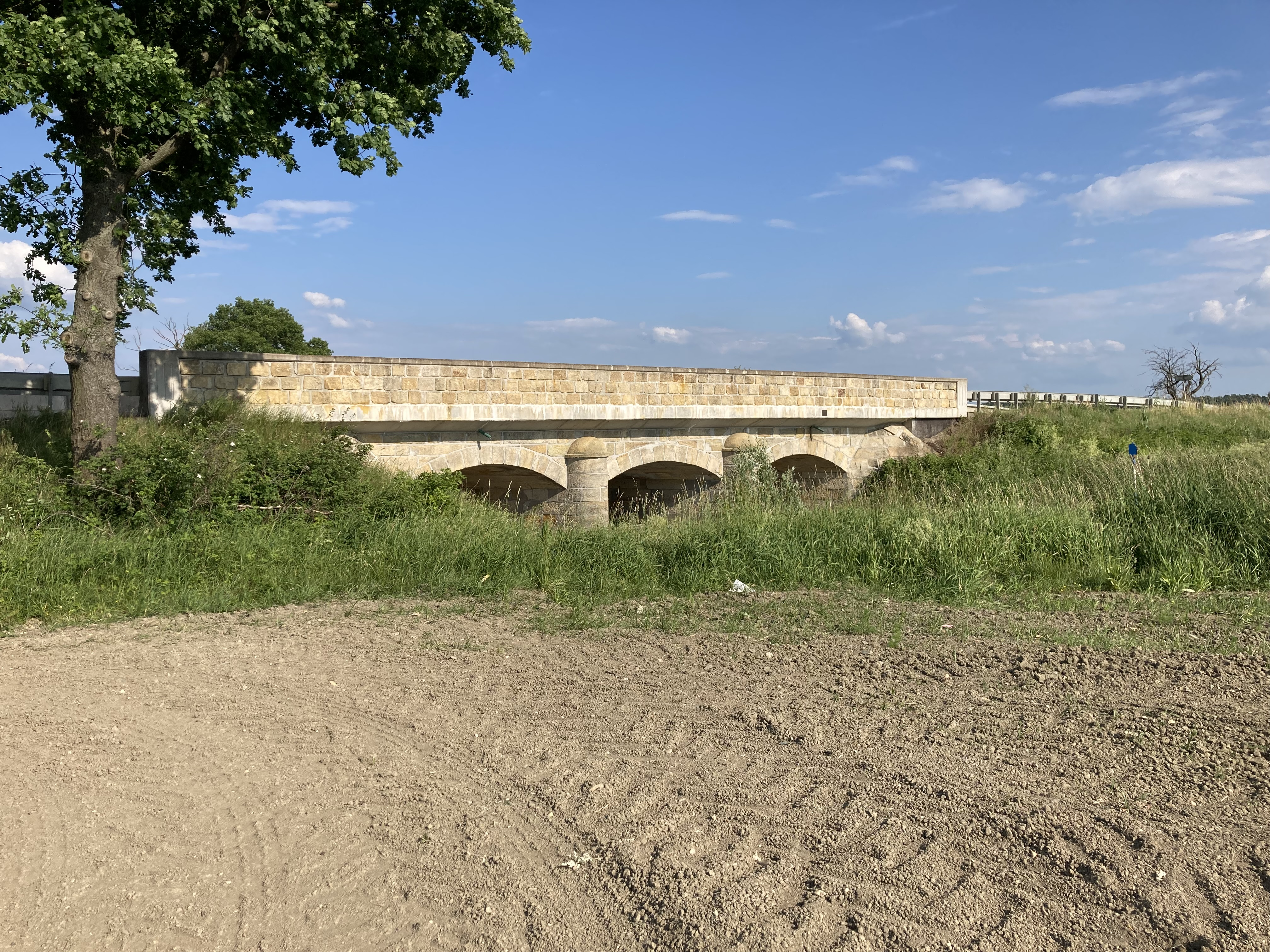
Celkový pohled na most od západu
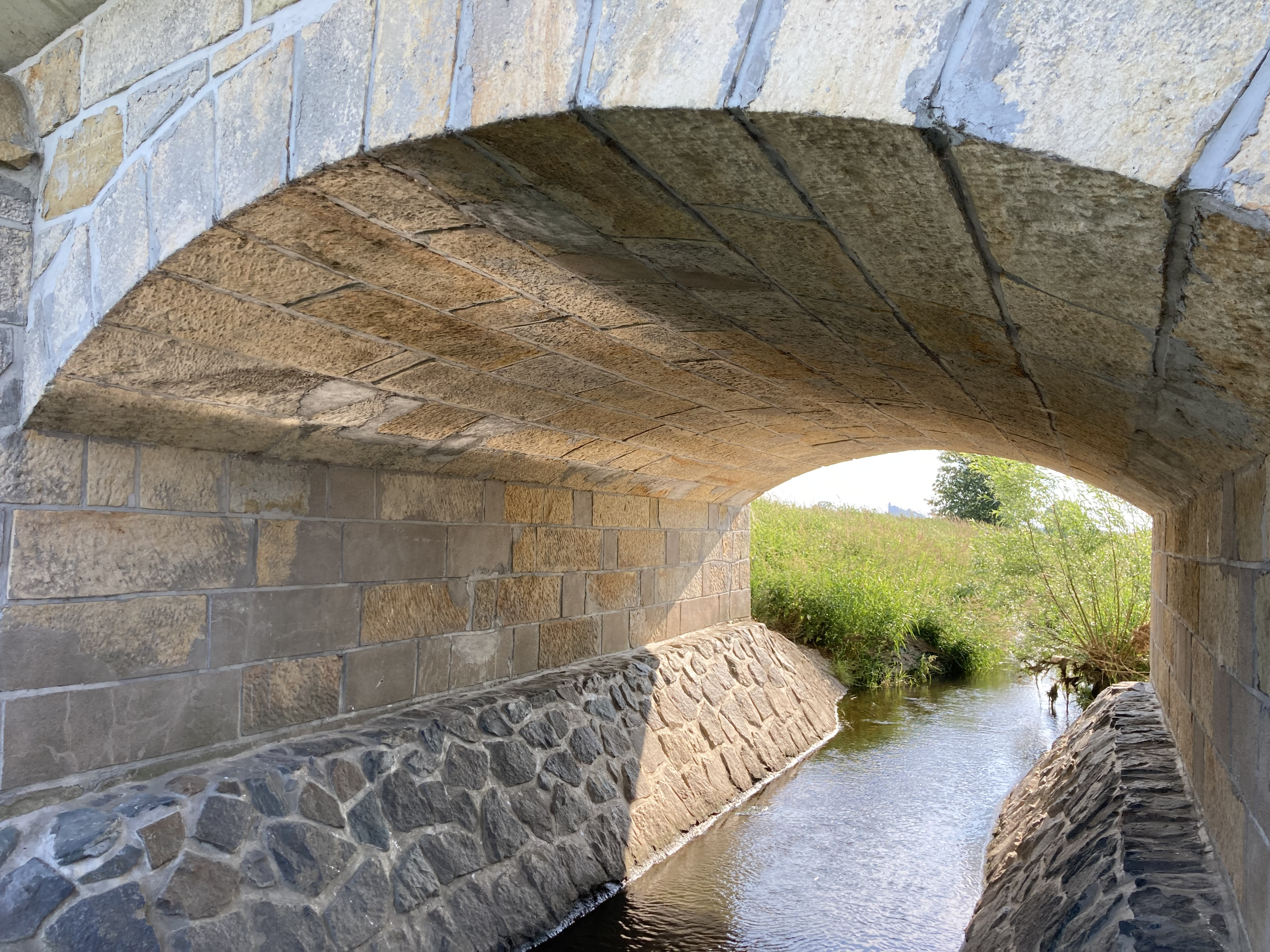
Prostřední oblouk s korytem Ředického potoka
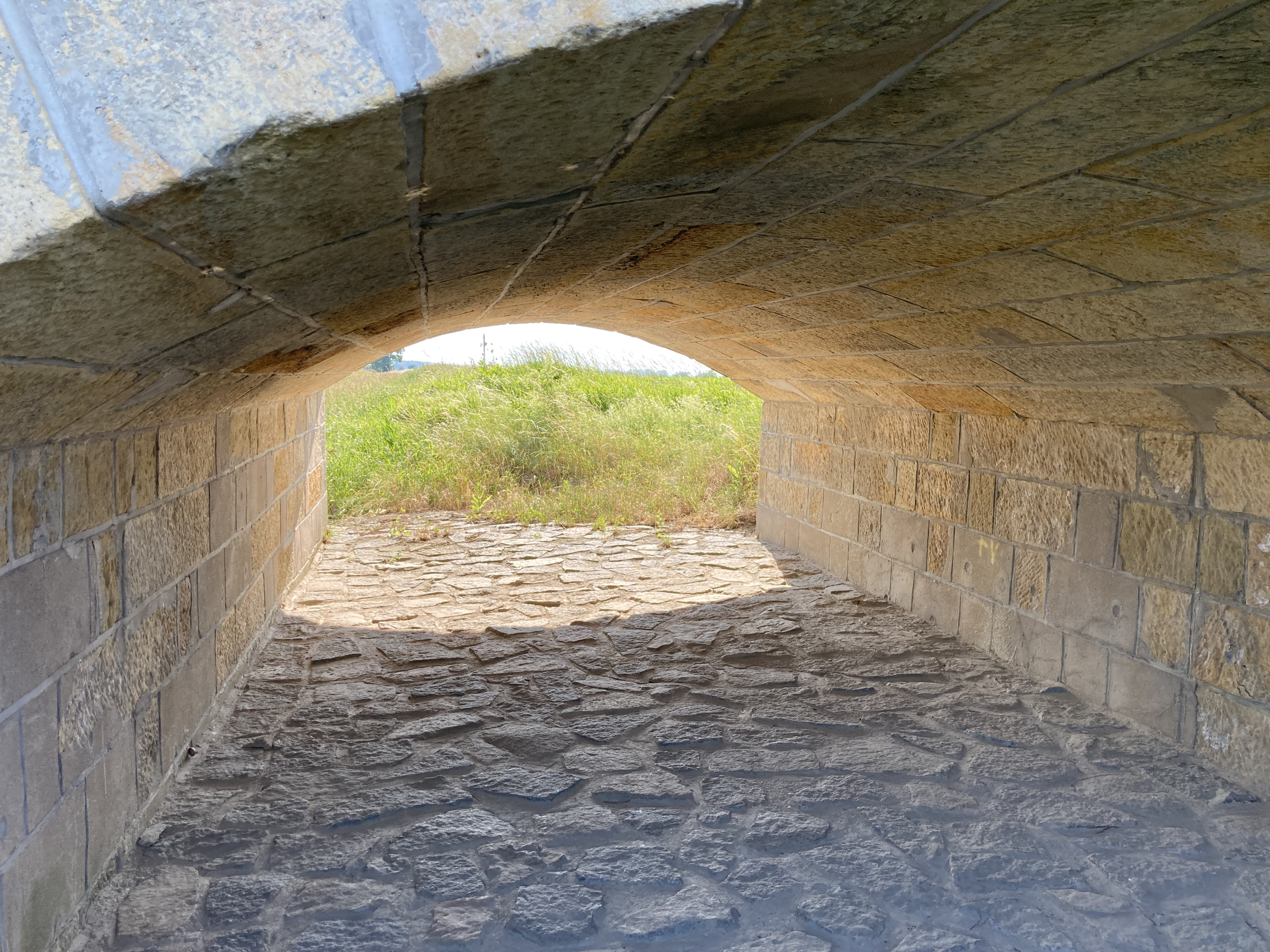
Prostor pod krajním obloukem